# 8632 Egleston
8632 Egleston este un asteroid din centura principală de asteroizi.

## Descriere
8632 Egleston este un asteroid din centura principală de asteroizi. A fost descoperit pe 28 martie 1981 la Harvard College Observatory. Asteroidul prezintă o orbită caracterizată de o semiaxă mare de 2,62 ua, o excentricitate de 0,16 și o înclinație de 12,2° în raport cu ecliptica.